# Taoru
Taoru è una città dell'India di 17.227 abitanti, situata nel distretto di Gurgaon, nello stato federato dell'Haryana. In base al numero di abitanti la città rientra nella classe IV (da 10.000 a 19.999 persone).

## Geografia fisica
La città è situata a 28° 13' 0 N e 76° 57' 0 E e ha un'altitudine di 261 m s.l.m..

## Società

### Evoluzione demografica
Al censimento del 2001 la popolazione di Taoru assommava a 17.227 persone, delle quali 9.197 maschi e 8.030 femmine. I bambini di età inferiore o uguale ai sei anni assommavano a 2.881, dei quali 1.571 maschi e 1.310 femmine. Infine, coloro che erano in grado di saper almeno leggere e scrivere erano 11.496, dei quali 6.821 maschi e 4.675 femmine.